# Российский профессиональный союз моряков
Российский профессиональный союз моряков (РПСМ) — общественное объединение, которое занимается защитой трудовых прав работников морского торгового флота. Основными задачами Российского профсоюза моряков являются защита социально-трудовых прав и представительство интересов работников флота, обеспечение занятости и достойной заработной платы, оказание юридической помощи, безопасности условий труда и быта. Для этого в каждой территориальной/региональной/первичной организации РПСМ существуют правовая и техническая инспекции труда, юридический отдел, а также реализуются различные социальные программы, направленные на поддержку членов профсоюза.
Образован 25 ноября 1991 года . Штаб-квартира располагается в Москве. Председатель РПСМ — Юрий Юрьевич Сухоруков.

## История
В СССР профессия моряка всегда была престижной, труд моряков оплачивался достаточно высоко по сравнению с оплатой других категорий трудящихся. Кроме того, во времена СССР моряки относились к той небольшой привилегированной группе граждан, которым в силу профессии доводилось работать за границей. Конкурс в морские учебные заведения был очень высок, поэтому среди моряков всегда было много эрудированных, хорошо образованных людей. Работа за границей, посещение иностранных портов позволяли морякам сравнивать образ и уровень жизни в СССР и за железным занавесом. Понимая это, государство стремилось ограничить общение и контакты моряков с иностранными гражданами: на каждом судне был первый помощник капитана или «комиссар» — ответственный за политическую работу с экипажем, на каждом судне были осведомители КГБ. Выход с борта судна разрешался только группами не менее 3 человек и назывался увольнением на берег. Увольнения, как правило, ограничивались светлым временем суток. Но указанные меры предосторожности не мешали морякам своими глазами, а не по телевизору через призму идеологической пропаганды видеть, как живут люди в развитых капиталистических странах, и сравнивать с жизнью в СССР.
С началом перестройки и гласности, поводья надзора за моряками были приспущены: моряки узнали, что их труд оплачивается намного ниже, чем труд моряков других стран, что существуют морские профсоюзы и международные объединения морских профсоюзов, которые устанавливают свои стандарты по оплате труда и добиваются для своих моряков существенно большей заработной платы, чем у советских моряков. В СССР была создана компания «Совкомфлот», на судах которой вместо Советского флага подняли иностранный (удобный) флаг, на этих судах морякам стали платить гораздо больше, чем на судах под советским флагом, но значительно меньше, чем иностранным морякам на судах под иностранным (удобным) флагом. Естественно, это вызывало недовольство моряков на этих судах. Кроме того, объявленная М. С. Горбачёвым перестройка давала всем, и морякам в том числе, надежду на возможность изменения всего уклада жизни — требовалось только приложить усилия.
Первым судном, на котором произошла забастовка экипажа, стал танкера «Новороссийск». Экипаж объявил забастовку в итальянском порту и потребовал повышения заработной платы до международного стандарта. Действующий Профсоюз работников морского и речного флота СССР забастовку не поддержал, напротив — осудил забастовщиков, подтвердив тем самым свою неспособность решать вопросы, возникающие у моряков в новых условиях работы. Этот огромный монстр занимался проблемами всей отрасли, где работали люди разных специальностей: например, нехватка спецодежды или моющих средств на каком-нибудь судоремонтном заводе были для него более привычны, более актуальны и главное — решались проторённым стандартным административным путем. И возникающие у моряков вопросы по оплате труда не вписывались в привычную схему.
В то же время на волне перестройки в профсоюз (в комитеты плавсостава пароходств) приходят и начинают заниматься профсоюзной работой новые люди, поработавшие на флоте, знающие специфику морского труда, желания и надежды моряков. Именно они впоследствии образовали костяк нового морского профсоюза. Основной их целью было повысить уровень оплаты труда моряков и присоединиться к «международному профсоюзу моряков», отстаивающему права моряков. Моряки поверили в свои силы, пошли за своими лидерами, и вступили в борьбу за свои права, так в феврале 1990 года коллективный договор в Мурманском морском пароходстве был подписан с протоколом разногласий, основное требование моряков — повышение оплаты труда при работе судов в Арктике до уровня оплаты в заграничном плавании. В рамках разрешения протокола разногласий 15 мая 1990 года в Мурманском морском пароходстве проведена первая 2-х часовая предупредительная забастовка: остановлено движение ледоколов и судов на трассе Северного морского пути, прекращены грузовые операции на судах, стоящих в порту.

#### История возникновения РПСМ
19 марта 1991 года в профсоюзном движении СССР на водном транспорте произошел раскол: на учредительном съезде создается Межреспубликанский профсоюз моряков Советского Союза (МПСМ), несмотря на то, что в стране продолжает работать Федеративный независимый профсоюз работников водного транспорта (ФНПРВТ) (правопреемник Профсоюза работников морского и речного флота СССР с 1990 года). Создание МПСМ положило начало становлению нового формата профсоюзного движения.

#### Первый съезд

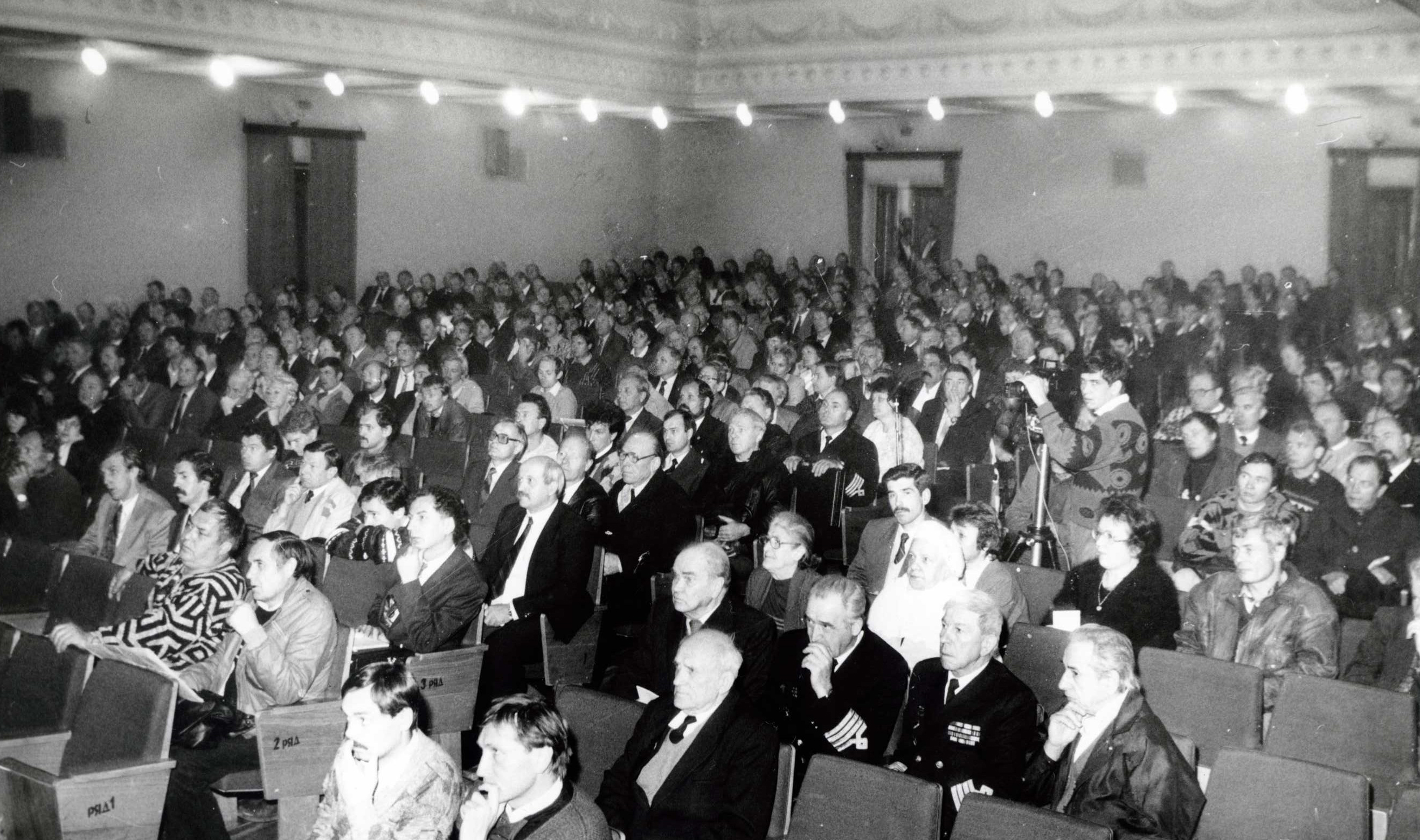
Отчетно-выборная конференция трудового коллектива Балтийского морского пароходства, 1989 г., Ленинград

Идея создания профсоюза моряков появилась у самих моряков, постепенно крепла, завоевывала сторонников среди профсоюзных лидеров и поддерживалась большинством председателей профсоюзных комитетов плавсостава. Так в октябре 1989 года на отчетно-выборной конференции плавсостава Балтийского морского пароходства было принято Постановление в виде Поручения о необходимости изменения «Устава Профсоюза рабочих морского и речного флота» и создания Федерации, в которую должны были входить Союзы моряков, речников, портовиков, судоремонтников. По мнению моряков, Союз моряков должен был объединить профсоюзные организации плавсостава морских пароходств СССР. Так же было выдвинуто требование о созыве Внеочередной съезд профсоюза рабочих морского и речного флота и предложения об увеличении валютной части зарплаты моряков, о разрешении работы моряков под иностранным флагом.
Официально, с подачи председателей профкомов плавсостава, предложение о создании профсоюза моряков было озвучено и обсуждено в марте 1990 года на борту теплохода «Лев Толстой» на масштабном отраслевом совещании. В этом совещании участвовали представители Министерства морского флота, Ассоциации советских судовладельцев (АССОС), Ассоциации советских портов (АСОП), Совета Федеративного независимого профсоюза работников водного транспорта (ФНПРВТ), начальники пароходств, секретари партийных, комсомольских организаций пароходств СССР, председатели профсоюзных комитетов пароходств, представители трудовых коллективов отрасли.
Организаторы совещания не планировали обсуждение вопроса о создании профсоюза моряков, однако председатели профсоюзных комитетов плавсостава морских пароходств СССР поставили этот вопрос и по итогам совещания был взят курс на создание профсоюза моряков, о чём профсоюзные лидеры заявили в мае 1990 года в совместной Декларации.
4-5 февраля 1991 года состоялось совместное заседание организационного комитета и председателей профкомов плавсостава морских пароходств по подготовке и проведению первого съезда моряков. На заседании были рассмотрены проекты главных документов съезда: Устава Союза моряков СССР, Генерального соглашения между Советом ФНПРВТ и Союзом моряков СССР, план практических действий будущего совета моряков. Съезд было решено провести в Ленинграде с 16 по 21 марта 1991 года.
19 марта 1991 года Учредительный съезд начал свою работу, в нём приняли участие делегаты со всех регионов страны за исключением Грузинского, Каспийского и Среднеазиатского пароходств. Собравшиеся обсуждали вопрос создания профсоюза моряков, организационные и правовые вопросы его деятельности. Обсуждение проходило открыто и бурно, выступали как сторонники, так и противники создания профсоюза. По окончании дебатов вопрос о создании профсоюза поставили на голосование, и съезд подавляющим числом голосов вынес решение о необходимости создания профессионального союза моряков, после принятия которого свою работу продолжил уже 1-й съезд Межреспубликанского профсоюза моряков.
Межреспубликанский профсоюз моряков просуществовал недолго. После попытки государственного переворота и последовавшим за ним распадом СССР, 25 ноября 1991 года состоялась учредительная конференция, на которой делегаты профсоюзных организаций пароходств РФ приняли решение об образовании Российского профессионального союза моряков. РПСМ стал правопреемником Межреспубликанского профессионального союза моряков, действовавшего в масштабах СССР. Тогда же была принята первая редакция Устава РПСМ. Первым председателем РПСМ стал Виктор Ромэнович Некрасов.

## Основные этапы развития. Краткий обзор

#### 1992—1995 гг.
09.12.1991 Заключено первое соглашение профорганизации Балтийского морского пароходства (БМП) с профсоюзами Швеции, Финляндии, Германии о выплате членам экипажа парома «Анна Каренина» (флаг РФ) на переходе между Ньюнесхамом и Килем зарплаты по ставкам МФТ.
Март- апрель 1992 — создана Техническая инспекция труда РПСМ.
04.08.1992 — выходит первый номер «Профсоюзной морской газеты».
03.02.1993 Профком плавсостава БМП и Ассоциация норвежских судовладельцев подписали коллективный договор для российских моряков, работающих у норвежских судовладельцев.
10.02.1993 Подписаны коллективные договора между профсоюзной организацией БМП и судоходными компаниями Балтмед (Греция) и «Балти конти».
16.04.1993 Экипажами всех судов БМП принято «Заявление моряков Балтийского морского пароходства Президенту России Ельцину», в котором выражались требование установить зарплату не ниже рекомендованной ставки МОТ — 356 долларов. Все суда БМП перешли в предзабастовочное состояние.
01.12.1993 Членам экипажей судов БМП дополнительно инвалюте взамен суточных повышены инвалютные выплаты: капитану — 480 долларов, старшему механику — 420 долларов, 240 долларов — все остальным членам экипажа, что было зафиксировано в коллективном договоре, таким образом, минимальная зарплата для рядового состава на судах пароходства составила 480 долларов
3 ноября 1994 — I очередной съезд РПСМ, Москва. Утвержден новый Устав РПСМ. Председателем выбран Широченков.
1994 — председатель РПСМ вошел в состав Комитета справедливой практики МФТ (FPC ITF)
1994 — РПСМ и РПД учредили Конфедерацию морских профсоюзов России, цель которой — консолидация профсоюзов отрасли для участия в подписании Отраслевого тарифного соглашения по морскому транспорту.
1994 — РПСМ расширяется территориально, создаются региональные организации: Балтийская ТО в Санкт-Петербурге, Арктическая РО в Мурманске, Дальневосточная РО в Находке.
1995 — создана Конфедерации труда России, РПСМ стал членом КТР.
1995 — по инициативе РПСМ создана Федерация профсоюзов работников морского транспорта ФПРМТ (правопреемника Конфедерации морских профсоюзов России), в неё вошли РПСМ, РПД, РПРМТ. Председателем ФПРМТ избран Владимир Широченков.
1995 — РПСМ вошел в Координационный комитет морских профсоюзов стран Восточной Европы, организованный в рамках SCOCCEN — Комитета морских стран Центральной, Восточной Европы и Норвегии.

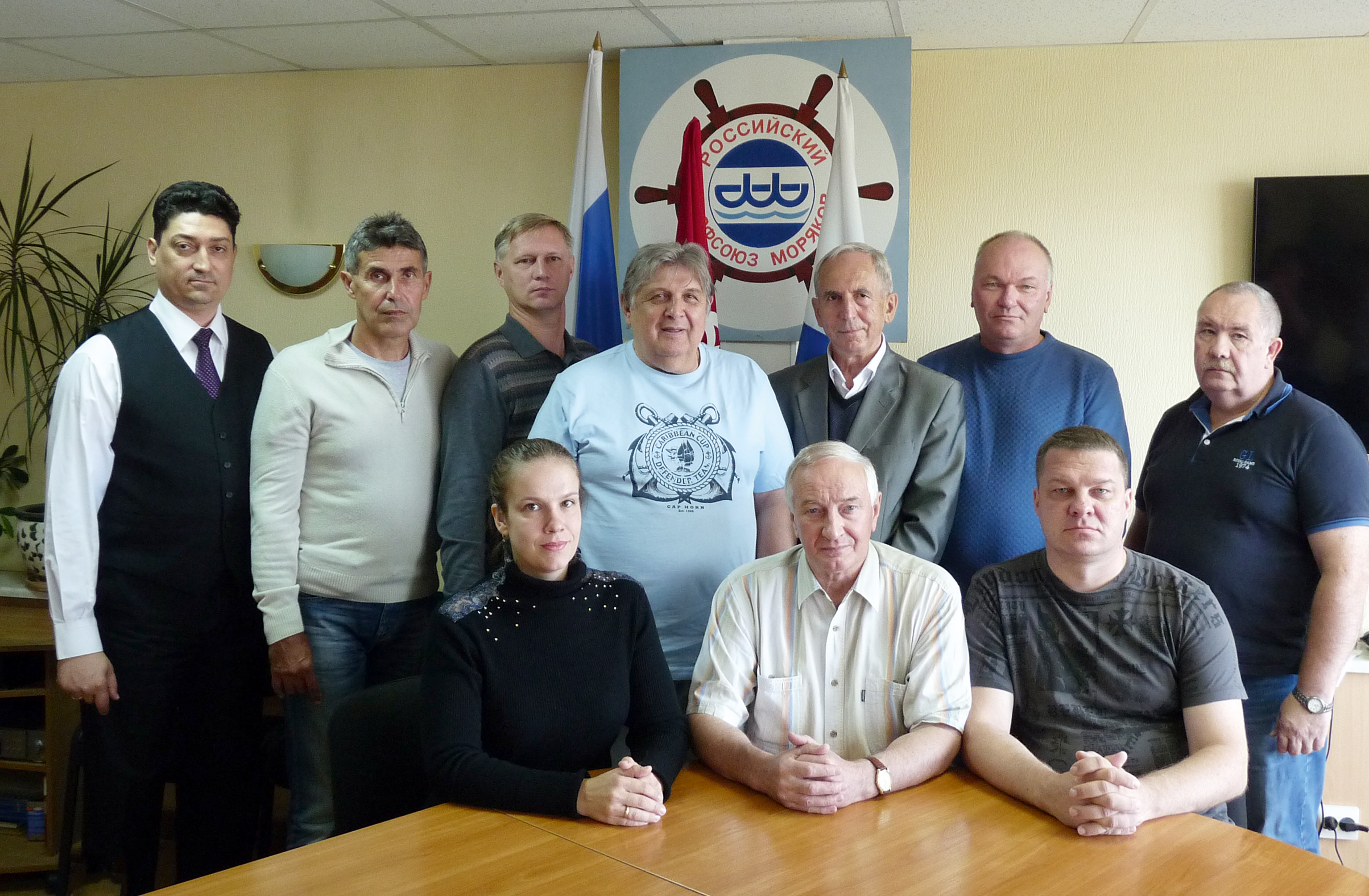
Техническая инспекция труда РПСМ, 1995 год.

1995 — подписан договор о сотрудничестве с Международным профсоюзом моряков США.
1995 — выходит № 1 профсоюзного бюллетеня РПСМ «Наше дело».
1 мая 1995 — появление в России первых инспекторов МФТ: Виктор Соловьев в Санкт-Петербурге, Александр Агеев — в Новороссийске.

#### 1996—2001 гг.
22 сентября 1996 — Внеочередной съезд РПСМ в Москве. Внесены серьезные изменения в Устав РПСМ.
С 1996 года по инициативе РПСМ начинает выходить журнал Федерации профсоюзов морского транспорта «Морской профсоюзный вестник».
25-26 января 1999 — Внеочередной съезд РПСМ, председателем выбран И. Н. Павлов
1999 — подписано соглашение о сотрудничестве и партнерстве между РПСМ и профсоюзом работников транспорта Новой России.
20 января 2000 — Внеочередной съезд РПСМ, подтвердивший полномочия действовавших в период между съездами выборных органов РПСМ.
2000 — подписано Соглашение о сотрудничестве с профсоюзами моряков и офицеров Кипра.
2001 — учреждена Техническая инспекция труда РПСМ.
25 декабря 2001 — третий очередной съезд РПСМ за последние три года. Большинством голосов делегатов председателем РПСМ вновь избран Игорь Павлов.

#### 2002—2006 гг.
Август 2002 — РПСМ стал официальным членом Норвежско-Азиатского комитета (NASCO).
18 июня 2003 — Внеочередной объединительный съезд РПСМ, на котором произошло объединение с Межрегиональным профсоюзом работников морского транспорта (МПРМТ) Новой России.
17 октября 2003 — в Новороссийске состоялась учредительная конференция Южной территориальной организации РПСМ (ЮТО РПСМ). Первичные организации, ранее входившие в МПРМТ Новой России, теперь вошли в ЮТО.
17 октября 2003 — в Находке РПСМ и Всеяпонский профсоюз моряков заключили соглашение о сотрудничестве.
23 февраля 2006 — на сессии Международной конференции труда в Женеве принята Конвенция о труде в морском судоходстве (КТМС), устанавливающая стандарты труда моряков, ещё её называют «Билль о правах моряков».
29 ноября 2006 — VI съезд РПСМ, Санкт-Петербург.

#### 2007—2011 гг.
2011 — Обращение РПСМ к Президенту РФ Д. А. Медведеву «О борьбе с пиратством в Аденском заливе».
21 июля 2011 — в резиденции «Горки-9» Президент РФ Дмитрий Медведев встретился с лидерами независимых профсоюзов. От РПСМ во встрече участвовал председатель Игорь Павлов.
23 ноября 2011 — VII съезд РПСМ. Председателем профсоюза выбран Юрий Сухоруков.

#### 2012—2016 гг.
5 июня 2012 — в России подписан закон о ратификации КТМС.
2013 — заключен договор о сотрудничестве и взаимодействии с Союзом российских судовладельцев (СОРОСС).
28 марта 2013 — председатель РПСМ Юрий Сухоруков вошел в состав Морской коллегии при Правительстве Российской Федерации.
Август 2013 — РПСМ организовал сбор денежных средств для моряков и их семей, пострадавших от наводнения на Дальнем Востоке.
20 августа 2013 — в России вступила в силу Сводная конвенция о труде в морском судоходстве МОТ 2006 года (КТМС). Создана межведомственная комиссия по имплементации положений Конвенции в законодательство РФ. Представители РПСМ вошли в состав МВК.
Январь 2015 — в Севастополе открылось представительство РПСМ.
19 февраля 2016 — Юрий Юрьевич Сухоруков вошел в состав Российской трехсторонней комиссии.
20 февраля 2016 — VII съезд ФПРМТ. Председателем организации избран председатель РПСМ Юрий Сухоруков.
9 августа 2016 — РПСМ и Нефтегазстройпрофсоюз России подписали новое Соглашение о сотрудничестве.
11 ноября 2016 — VIII очередной съезд РПСМ. Приняты резолюции:
- «Об имплементации в действующее законодательство Российской Федерации Конвенции 2006 года о труде в морском судоходстве»;
- «О нарушении права женщин на труд по выбранному роду деятельности и профессии в отношении возможности их работы в качестве членов экипажей судов морского и речного флота»;
- «Об обеспечении законных прав членов экипажей морских судов, плавающих под Государственным флагом Российской Федерации на достойную заработную плату»;
- «О восстановлении военной кафедры в ГУМРФ им. адмирала С. О. Макарова»;
- «О защите национального морского рынка труда»;
- «О реализации в Российской Федерации требований международных конвенций в части медицинского освидетельствования и медицинского обслуживания моряков»;
- «О необходимости реформирования морского образования в России»;
- «О нормативно-правовом регулировании процедуры оформления удостоверения личности моряка».

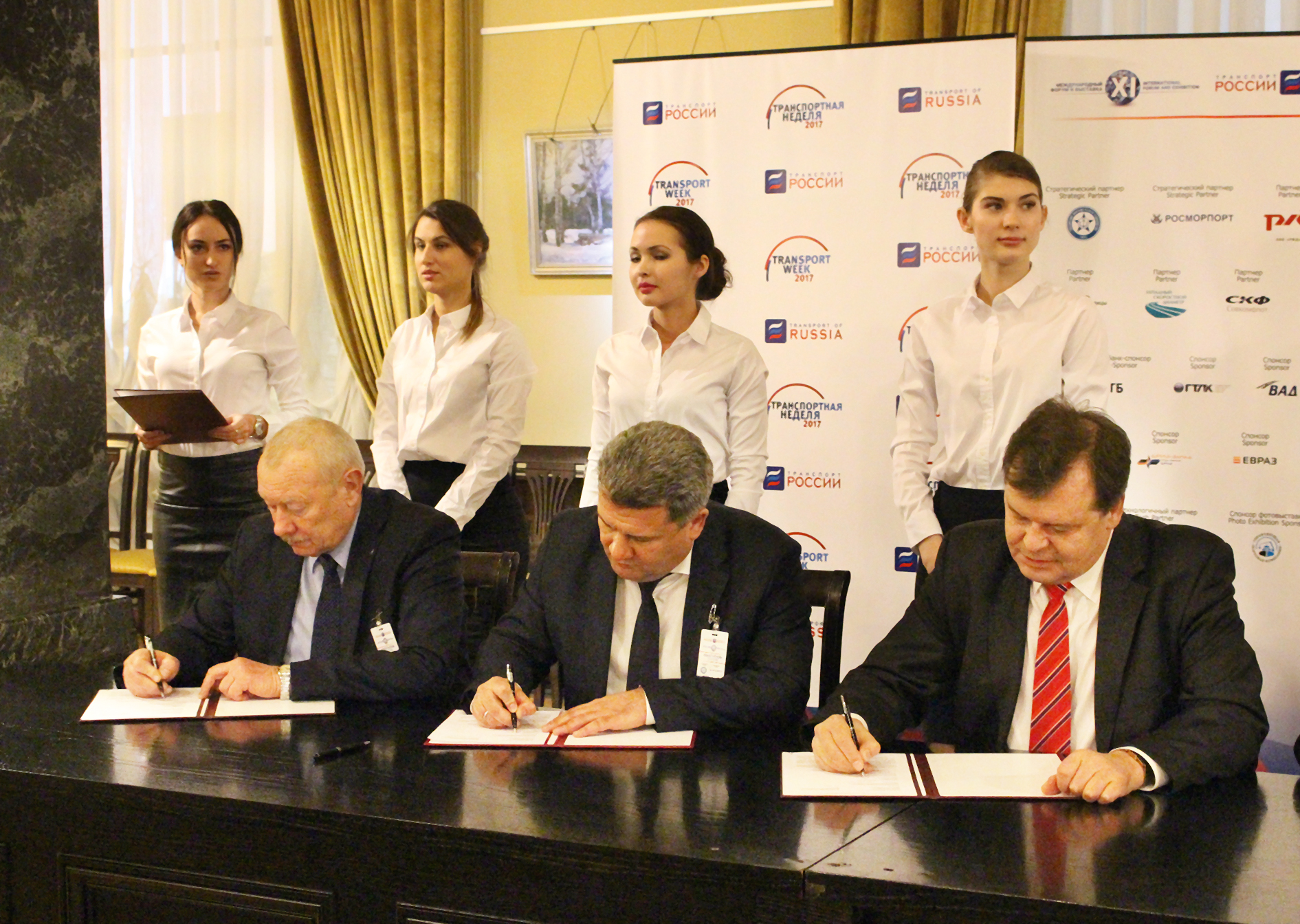
6 декабря 2017 в Москве в рамках форума «Транспортная неделя-2017» профсоюзы и работодатели подписали Федеральное отраслевое соглашение по морскому транспорту на 2018—2020 годы.

#### 2017-2021 гг.
27 июня 2017 — в канун Дня работников морского и речного флота Министр транспорта РФ Максим Соколов поздравил и вручил ведомственные награды сотрудникам транспортного комплекса и студентам транспортных вузов. РПСМ получил благодарственное письмо от министра транспорта Максима Соколова за многолетнюю добросовестную работу.
6 декабря 2017 в Москве в рамках форума «Транспортная неделя-2017» профсоюзы и работодатели подписали Федеральное отраслевое соглашение по морскому транспорту на 2018—2020 годы. Свою подпись под документом поставили председатель Российского профсоюза моряков (РПСМ) Юрий Сухоруков, председатель Нефтегазстройпрофсоюза России Александр Корчагин, председатель ПРВТ Валентин Кепп, председатель Российского профессионального союза работников атомной энергетики и промышленности Игорь Фомичев и президент Российской палаты судоходства Алексей Клявин.
29 января 2018 в Кремле состоялась церемония подписания Генерального соглашения между общероссийскими объединениями профсоюзов, работодателей и правительством РФ на 2018—2020 годы. В подписании участвовал председатель Федерации профсоюзов работников морского транспорта, председатель Российского профсоюза моряков Юрий Сухоруков.

4 мая 2018 Министр транспорта РФ Максим Соколов вручил государственные и ведомственные награды работникам транспортного комплекса. Председатель Российского профессионального союза моряков Юрий Сухоруков награждён медалью ордена «За заслуги перед Отечеством» II степени. 
«Многолетний опыт работы помогает Сухорукову Юрию Юрьевичу — председателю Российского профессионального союза моряков, успешно защищать трудовые права работников отрасли, реализовывать социальные программы, такие как — страхование жизни и здоровья, медицинское обслуживание, обучение, охрана труда моряков» — сказал Министр транспорта.
25 октября 2018 в Москве судоходная компания «Совкомфлот» и Российский профсоюз моряков (РПСМ) заключили коллективный договор на 2019—2022 гг. Документ, гарантирующий российским морякам достойные условия труда и быта в рейсе, подписали менеджер по персоналу СКФ Михаил Коноплев и председатель РПСМ Юрий Сухоруков.
14 марта 2019 — председатель Российского профессионального союза моряков (РПСМ) Юрий Сухоруков вошел в состав Общественного совета при Росморречфлоте. Главная задача совета — обеспечить взаимодействие граждан и общественных объединений с Федеральным агентством морского и речного транспорта с целью учета потребностей, интересов, защиты прав и свобод россиян при осуществлении деятельности в сфере водного транспорта нашей страны.
19 мая 2019 — состоялся Внеочередной съезд Российского профессионального союза моряков, на котором были внесены изменения в Устав РПСМ. Внесение поправок в Устав вызвано необходимостью приведения его в соответствие с требованиями российского законодательства.

9 июля 2019 — председатель РПСМ Юрий Сухоруков вошел в состав Экспертного совета по транспорту при Комитете Государственной Думы по транспорту и строительству. В качестве профсоюзной стороны он будет представлять интересы российских моряков в Секции морского и речного транспорта.
«Российский профсоюз моряков давно и много работает с различными государственными ведомствами, и включение в состав секции морского и речного транспорта Экспертного совета — это еще одна возможность совместно, на самых разных уровнях, представлять интересы российских моряков-членов РПСМ и обозначать проблемы, с которыми ежедневно сталкиваются труженики флота: и речники, и моряки. Ведь только полная картина, знание положения в отрасли изнутри позволит нам эффективно защищать их трудовые и социальные права» — сказал Юрий Сухоруков.

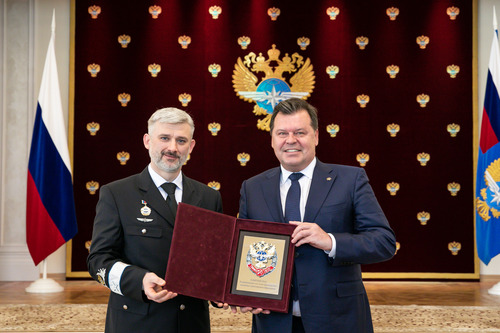
25 февраля 2020 года коллектив РПСМ награжден отраслевой наградой.

2019 — РПСМ начал переход на современную электронную систему учета членов РПСМ. Она подразумевает выпуск пластиковой карты — электронного профсоюзного билета. ЭПБ сочетает в себе функции профсоюзного билета и универсальной дисконтной карты. Программа преференций или программа лояльности, использующая ЭПБ, дает возможность получать скидки и участвовать в промоакциях в различных торгово-сервисных компаниях и предприятиях по всей России.
26 ноября 2019 — создан Молодежный Совет РПСМ. Решение об этом было принято во время работы Молодежного форума Российского профсоюза моряков. Координировать его деятельность будет председатель первичной профсоюзной организации моряков г. Севастополя Российского профсоюза моряков (ППО РПСМ) и член Молодежного комитета Европейской федерации транспортников (ЕФТ) Артем Боев. В Совет вошли молодые представители Российского профсоюза моряков из разных регионов страны.

25 февраля 2020 — коллектив Российского профсоюза моряков награжден памятным знаком «В ознаменование 210-летия транспортного ведомства и транспортного образования». Награду получил председатель РПСМ Юрий Сухоруков.
«Для коллектива Российского профсоюза моряков — большая честь получить отраслевую награду, — подчеркнул глава РПСМ Юрий Сухоруков. — Мы продолжим защищать трудовые права и отстаивать социально-экономические интересы плавсостава, а также реализовывать такую важную социальную программу, как страхование жизни и здоровья». 
10 марта 2021 — в г. Москва состоялось подписание Соглашения о сотрудничестве между Общероссийским профессиональным союзом работников нефтяной, газовой отраслей промышленности и строительства, Российским профессиональным союзом моряков и Российским профессиональным союзом работников атомной энергетики и промышленности.
7 апреля 2021 года – Профсоюзы и работодатели подписали Федеральное отраслевое соглашение по морскому транспорту на 2021-2024 гг., устанавливающее минимальные стандарты условий труда для моряков, работающих на судах под российским флагом. Подпись под документом от имени работников поставили председатели Российского профсоюза моряков (РПСМ) Юрий Сухоруков, Профсоюза работников водного транспорта РФ (ПРВТ) Олег Яковенко, Общероссийского профсоюза работников нефтяной, газовой отраслей промышленности и строительства (НГСП) Александр Корчагин и Российского профсоюза работников атомной энергетики и промышленности (РПРАЭП) Игорь Фомичев, от Общероссийского отраслевого объединения работодателей «Российская палата судоходства» – президент Алексей Клявин.

## Структура РПСМ
Высшим руководящим органом РПСМ является Съезд, который созывается раз в пять лет. Съезд избирает председателя РПСМ и Совет РПСМ. Совет РПСМ избирается на Съезде и является постоянно действующим руководящим органом профсоюза. Делегаты на Съезд избираются в порядке и по квоте, установленной Советом РПСМ. Внеочередной Съезд созывается по решению Совета РПСМ или Исполкома РПСМ, либо по требованию членских организаций, объединяющих не менее трети членов РПСМ.

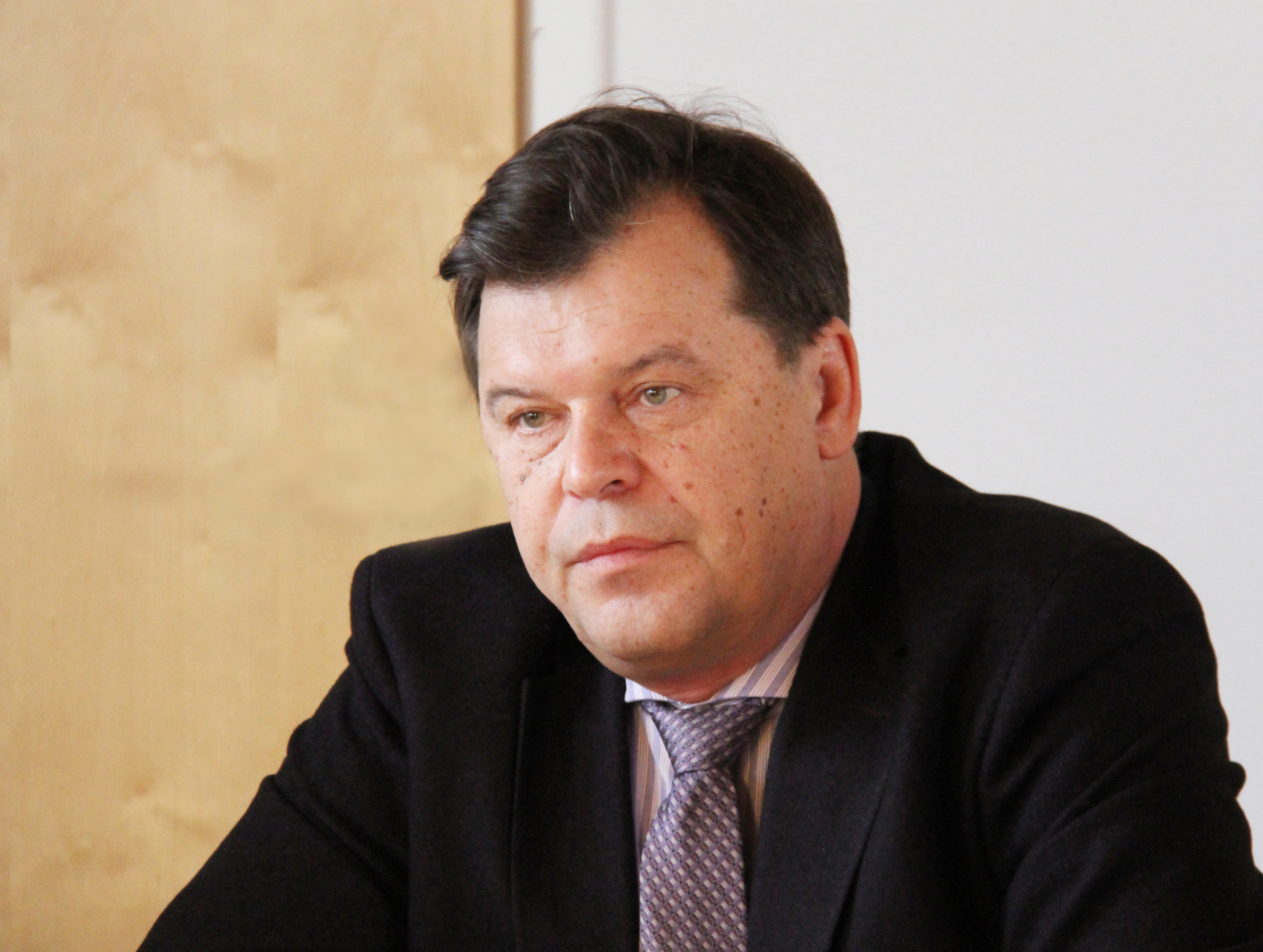
Председатель Российского профессионального союза моряков, член Российской трехсторонней комиссии и член Морской коллегии
при Правительстве РФ Сухоруков Юрий Юрьевич.

#### Председатели
1991—1994 гг. — Некрасов Виктор Ромэнович
1994—1999 гг. — Широченков Владимир Михайлович
1999—2011 гг. — Павлов Игорь Николаевич
2011 — по настоящее время — Сухоруков Юрий Юрьевич

#### Съезды
3 ноября 1994 — I очередной съезд РПСМ, Москва. Утвержден новый Устав РПСМ.
22 сентября 1996 — Внеочередной съезд РПСМ, Москва.
25-26 января 1999 — Внеочередной съезд РПСМ, Санкт-Петербург, председателем выбран И. Н. Павлов
20 января 2000 — Внеочередной съезд РПСМ в Москве, подтвердивший полномочия действовавших в период между съездами выборных органов РПСМ. В Устав РПСМ внесены изменения и дополнения.
5 декабря 2001 — пятый по счету съезд РПСМ, Москва. Большинством голосов делегатов председателем РПСМ вновь избран Игорь Павлов.
29 ноября 2006 — VI съезд РПСМ, Санкт-Петербург.
23 ноября 2011 — VII съезд РПСМ, Санкт-Петербург. Председателем избран Юрий Сухоруков.
11 ноября 2016 — VIII съезд РПСМ, Санкт-Петербург . Председателем вновь избран Юрий Сухоруков.
19 мая 2019 — Внеочередной съезд РПСМ, Москва. В Устав РПСМ внесены изменения, вызванные необходимостью приведения его в соответствие с требованиями российского законодательства.
9 ноября 2021 – IX съезд РПСМ, Санкт-Петеребург. Председателем РПСМ на следующие 5 лет вновь избран Юрий Сухоруков. Также обновлен состав Совета РПСМ и Ревизионной комиссии.

#### Региональные организации РПСМ
В состав Российского профсоюза моряков входит 11 региональных/территориальных и 51 первичная организация, расположенных в 17 городах России:
- Азово-Донская территориальная организация РПСМ (АДТО РПСМ)
- Арктическая региональная (территориальная) организация РПСМ (АР(Т)О РПСМ)
- Балтийская территориальная организация РПСМ (БТО РПСМ)
- Дальневосточная региональная организация РПСМ (ДВРО РПСМ)
- Калининградская региональная общественная организация РПСМ (КРО РПСМ)
- Карельская территориальная организация РПСМ (КТО РПСМ)
- Северная региональная организация РПСМ (Северная РО РПСМ)
- Тихоокеанская региональная организация РПСМ (ТРО РПСМ)
- Черноморско-Азовская территориальная организация РПСМ (ЧАТО РПСМ)
- Центрально-Западно-Сибирская территориальная организация РПСМ (ЦЗСТО РПСМ)
- Южная территориальная организация РПСМ (ЮТО РПСМ)
- Московская первичная профсоюзная организация моряков плавсостава РПСМ
- Первичная профсоюзная общественная организация моряков Севастополя РПСМ
- Нижегородская городская первичная организация РПСМ

## Численность
На сегодняшний день в РПСМ вступают не только моряки, но и курсанты морских учебных заведений. Так, на ноябрь 2022 года, в рядах профсоюза значился 77 000 представителей отрасли. Кроме того, Российский профсоюз моряков внедряет электронную систему учета, тестирование которой уже проводится в регионах.

## Международное сотрудничество
Российский профсоюз моряков представлен практически во всех международных морских представительных органах в лице председателя РПСМ Юрия Юрьевича Сухорукова.

#### Азиатско-Тихоокеанский комитет
В 1995 году Российский профсоюз моряков начинает активно развивать сотрудничество в Азиатско-Тихоокеанском регионе и заключает первое международное соглашение с братским профсоюзом моряков Индии. Таким образом, было положено начало полноценному сотрудничеству между РПСМ и другими членскими организациями МФТ в Азии. С 2001 года представителей РПСМ регулярно приглашают на заседания Азиатско-Тихоокеанского комитета морских профсоюзов в качестве наблюдателей. В 2005 году Российский профсоюз моряков становится полноправным членом Азиатско-Тихоокеанского комитета морских профсоюзов. Вступление РПСМ в комитет означало укрепление сотрудничества с морскими профсоюзами стран Азиатско-Тихоокеанского региона и международной солидарности, благодаря чему российские моряки получили лучшую защиту своих прав в портах большинства стран Азиатско-Тихоокеанского региона.

#### Недели действий против удобных флагов
РПСМ принимает активное участие в проведении акций против удобных флагов  в Балтийском и Азиатско-Тихоокеанском регионах. В ходе Недели действий инспекторы труда РПСМ и представители национальных профсоюзов производят массовые проверки судов в портах своих стран для установления соответствия условий работы и оплаты труда моряков международным нормам и стандартам. В период проведения Недели действий происходит обмен опытом — иностранные инспекторы и представители иностранных профсоюзов работают в российских портах, а представители РПСМ работают в иностранных портах.

#### МОТ
РПСМ регулярно принимает участие в различных мероприятиях Международной организации труда; представители РПСМ — постоянные члены делегаций трудящихся в этой трёхсторонней организации. Представители РПСМ участвовали в разработке Конвенции 2003 года «Об удостоверениях личности моряков» (№ 185) (пересмотренная) и в рабочей группе МОТ по разработке и подготовке Сводной Конвенции 2006 года о труде в морском судоходстве. Также РПСМ является постоянным участником Подкомитета по заработной плате моряков Паритетной морской комиссии МОТ, где представители судовладельцев, моряков и правительств договариваются об установлении минимальной ставки МОТ на морском транспорте.

#### Международный переговорный форум (IBF)
Российский профсоюз моряков является постоянным участником IBF с момента учреждения форума в 2003 году. IBF является единственным в мире форумом, в рамках которого проводятся переговоры по заключению международного рамочного коллективного соглашения между группой морских работодателей  об условиях труда моряков. В международную группу морских работодателей входят собственники и менеджеры судов со всего мира, интересы которых представляет Международный совет морских работодателей (IMEC), Международная ассоциация морских менеджеров Японии, Ассоциация корейских судовладельцев, тайваньская компания «Evergreen» и другие.
В рамках форума IBF заключается рамочный коллективный договор, на основе которого все национальные морские профсоюзы проводят переговоры и заключают национальные коллективные договоры с судоходными компаниями для судов под национальным и удобными флагами, на которых работаю их члены профсоюза. Всего по таким договорам работает более 200 тысяч моряков.

## Сайты организаций РПСМ
Сайт Российского профсоюза моряков;
Сайт Калининградской региональной (территориальной) организации РПСМ;
Сайт Балтийской территориальной организации РПСМ;
Сайт Южной территориальной организации РПСМ;
Сайт Черноморско-Азовской территориальной организации РПСМ;
Сайт Тихоокеанской региональной организации РПСМ;
Информационно-правовой портал для моряков Республики Крым и города Севастополь;
Сайт Первичной профсоюзной организации моряков РПСМ г. Владивосток